# Bulawayo
Bulawayo est une ville du Zimbabwe, au cœur du Matabeleland. Elle est située à 369 km (439 km par la route) au sud-ouest de Harare. Deuxième ville du pays, elle comptait une population de 738 600 habitants au recensement de 2017.

## Histoire

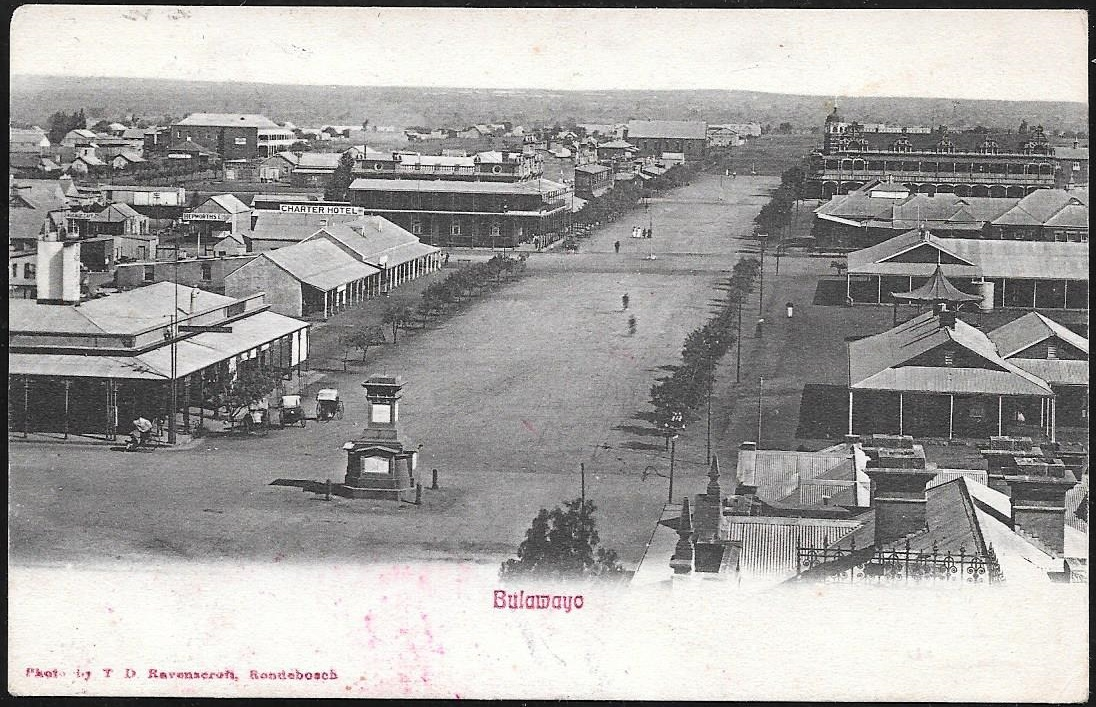
Bulawayo au début du vingtième siècle.

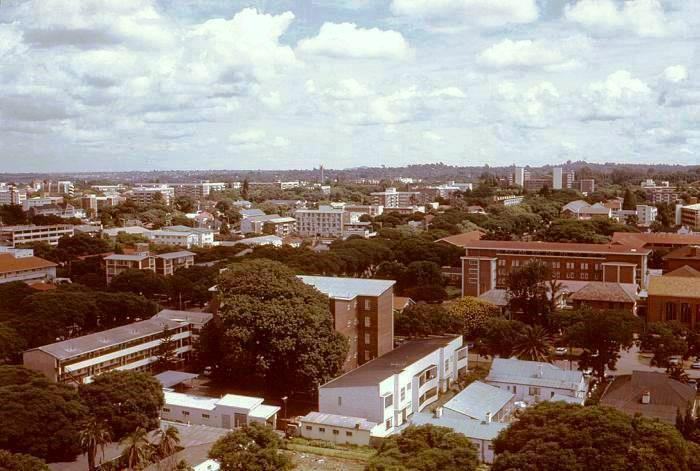
Bulawayo en 1975.

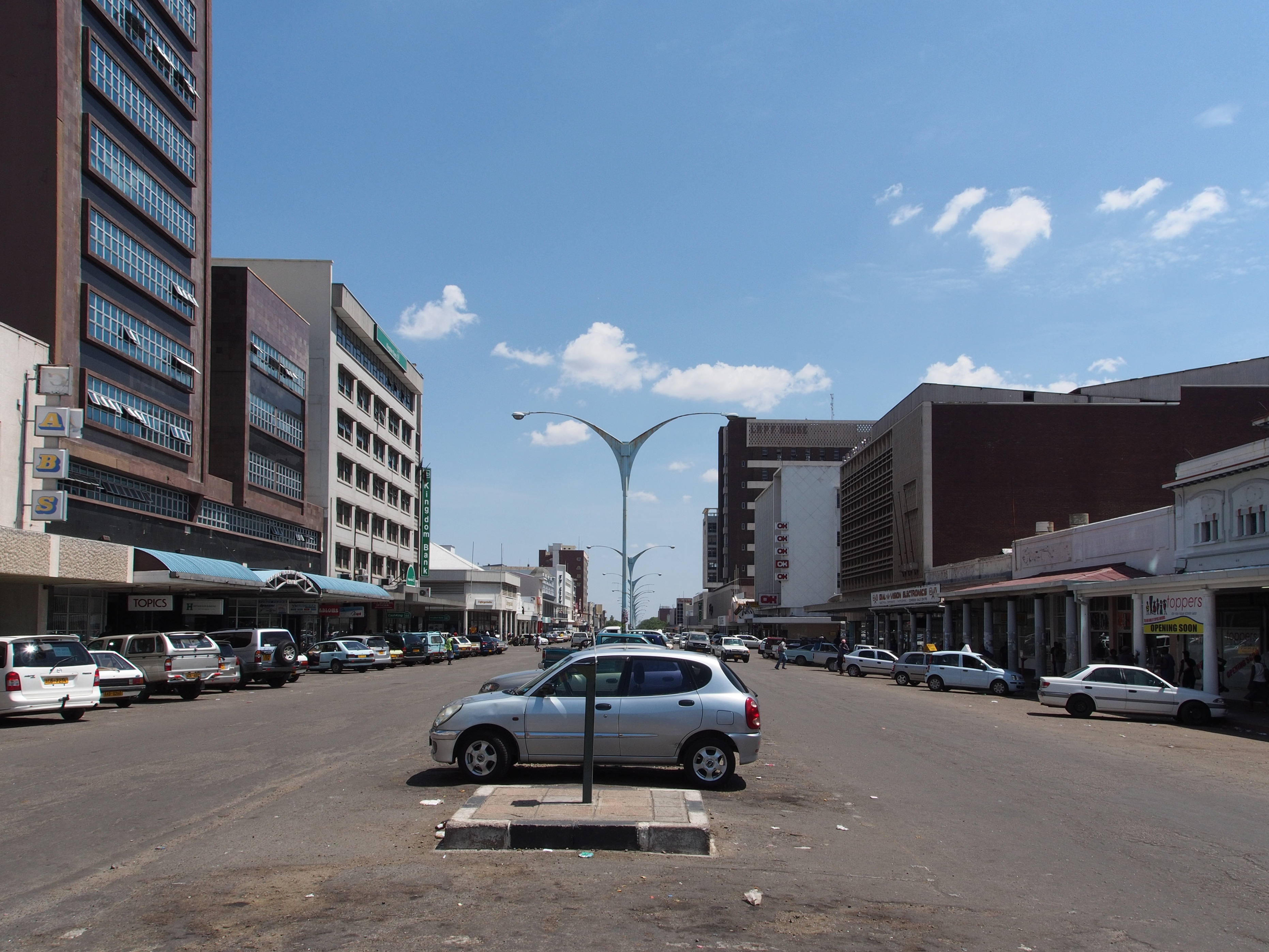
Vue du centre de Bulawayo.

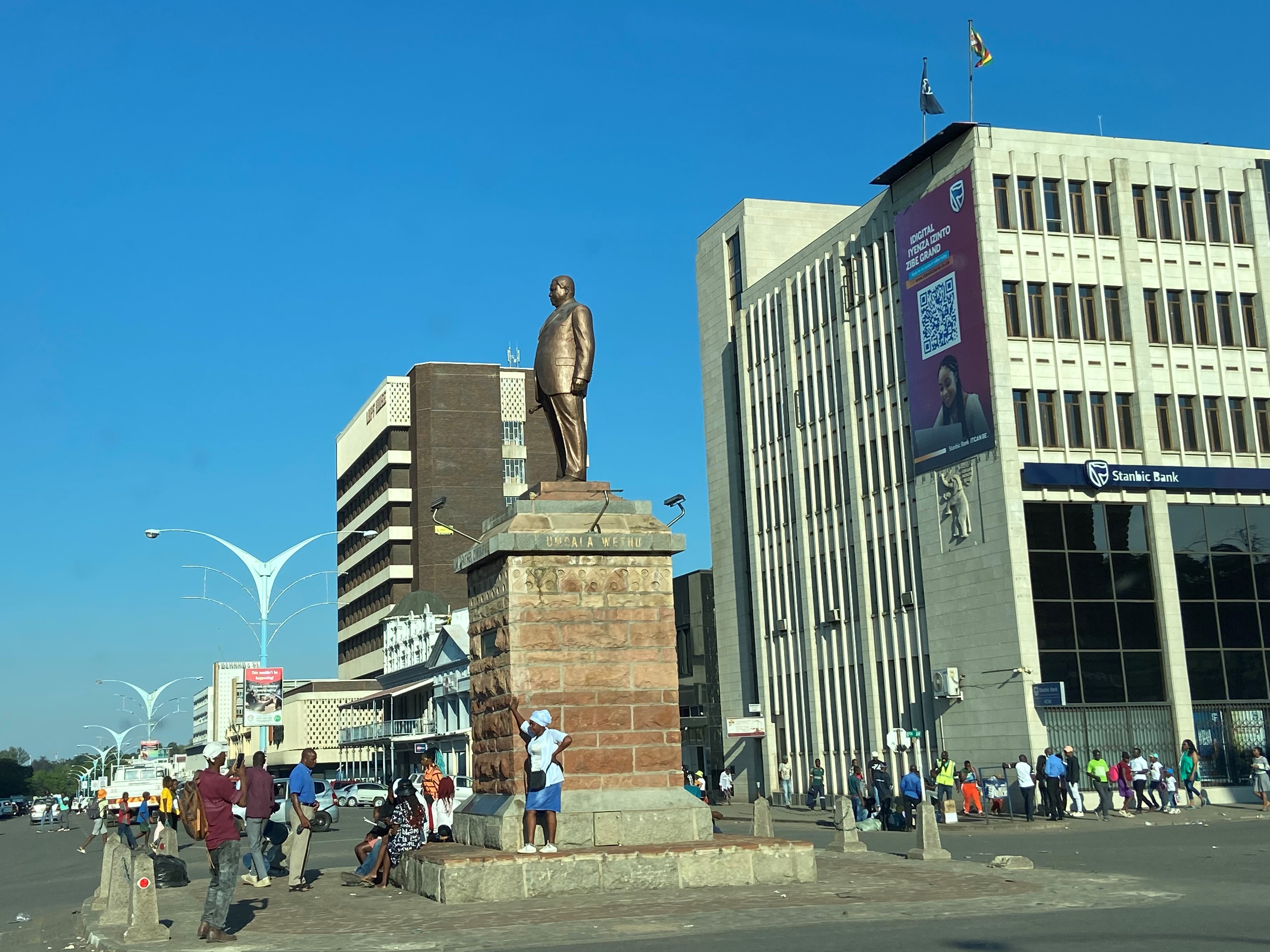
Angle de Nkomo street et de la 8e avenue.

« Bulawayo » signifie « lieu du massacre », en référence aux exécutions ordonnées par le chef Mzilikazi lors de la formation de l'état ndébélé dans les années 1830. Son fils Lobengula lui succéda en 1870 et se confronta avec le britannique Cecil Rhodes qu'il rencontra en 1888 et obtint de lui une concession garantissant aux étrangers des droits sur les minerais en échange d'armes et d'argent.
À la suite de plusieurs malentendus, un conflit ouvert, la Première Guerre ndébélé, éclata ensuite entre Britanniques et Ndébélés. Bulawayo, capitale de Lobengula, fut prise et incendiée par le roi ndébélé en fuite. Ses offres d'or en gage de paix ne parvinrent jamais à son destinataire, Cecil Rhodes. Lobengula mourut en exil de la variole.
Au début des années 1890, les Ndébélés s'allièrent aux Shonas pour repousser les Britanniques mais finirent par accepter une offre de paix et un règlement négocié formulé par Cecil Rhodes débouchant sur l'installation des Européens à Bulawayo et le contrôle du Matabeleland par la BSAC de Rhodes.
La ville fut officiellement fondée par Leander Starr Jameson le 1er juin 1897 quoiqu'elle existait auparavant, ayant notamment été le lieu où se situait le kraal royal de Lobengula.  En 1898, le chemin de fer devant relier Le Cap au Caire arriva à Bulawayo. Une seconde ligne fut ensuite inaugurée à destination des chutes Victoria et de la ceinture de cuivre de Rhodésie du nord (Zambie)
Centre commercial et industriel, la ville ainsi prospéra et c'est à Bulawayo que naquirent les premiers syndicats d'ouvriers noirs.
Après l'indépendance du Zimbabwe en 1980, les tensions furent vives entre les Ndébélés et les Shonas, majoritaires dans le pays, débouchant même sur un véritable conflit et un véritable siège de la région avec tueries en masse.
En 1988, la paix revint quand les frères ennemis, Shonas et Ndébélés, signèrent un accord d'amitié et fusionnèrent leurs partis respectifs.

## Culture

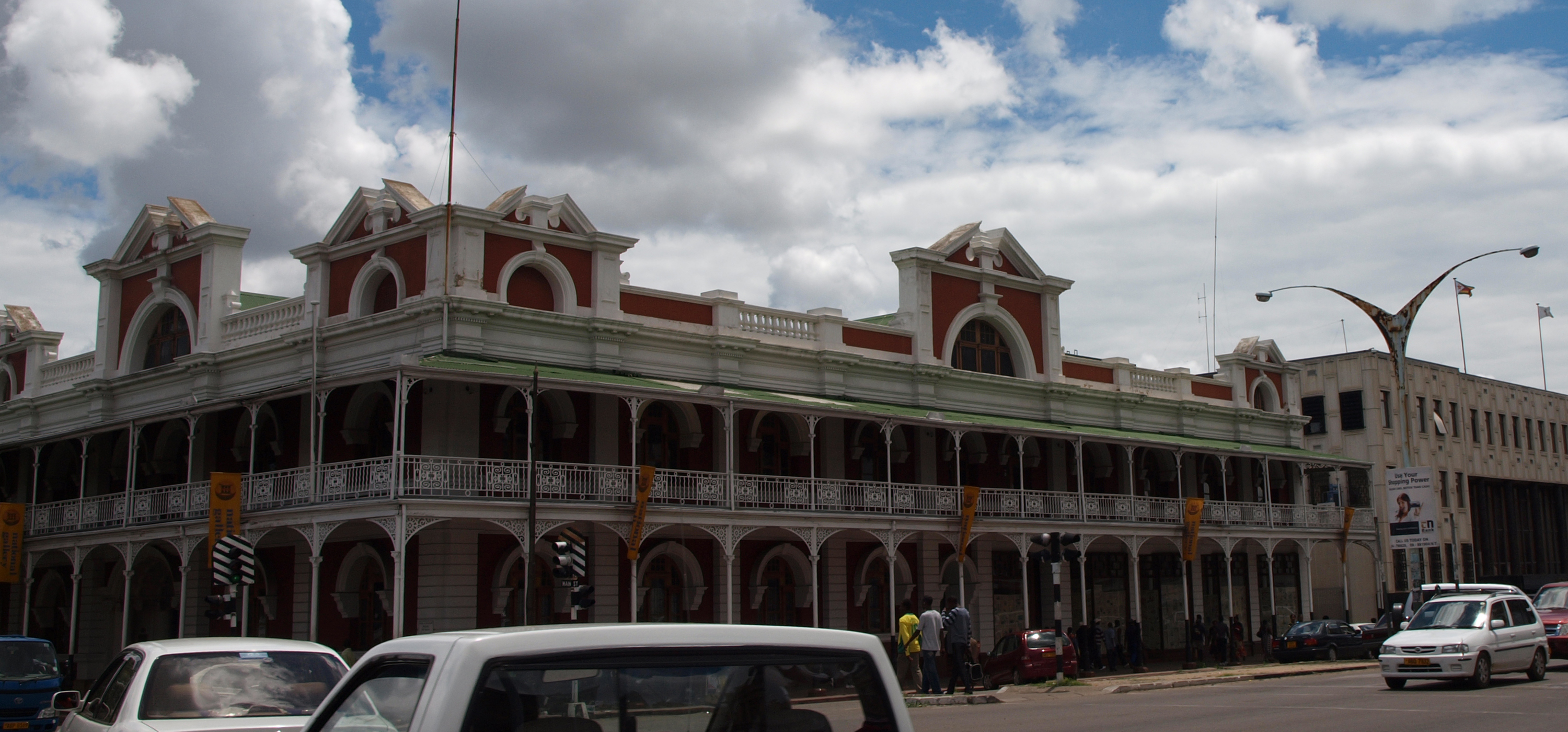
La National Art Gallery de Bulawayo.

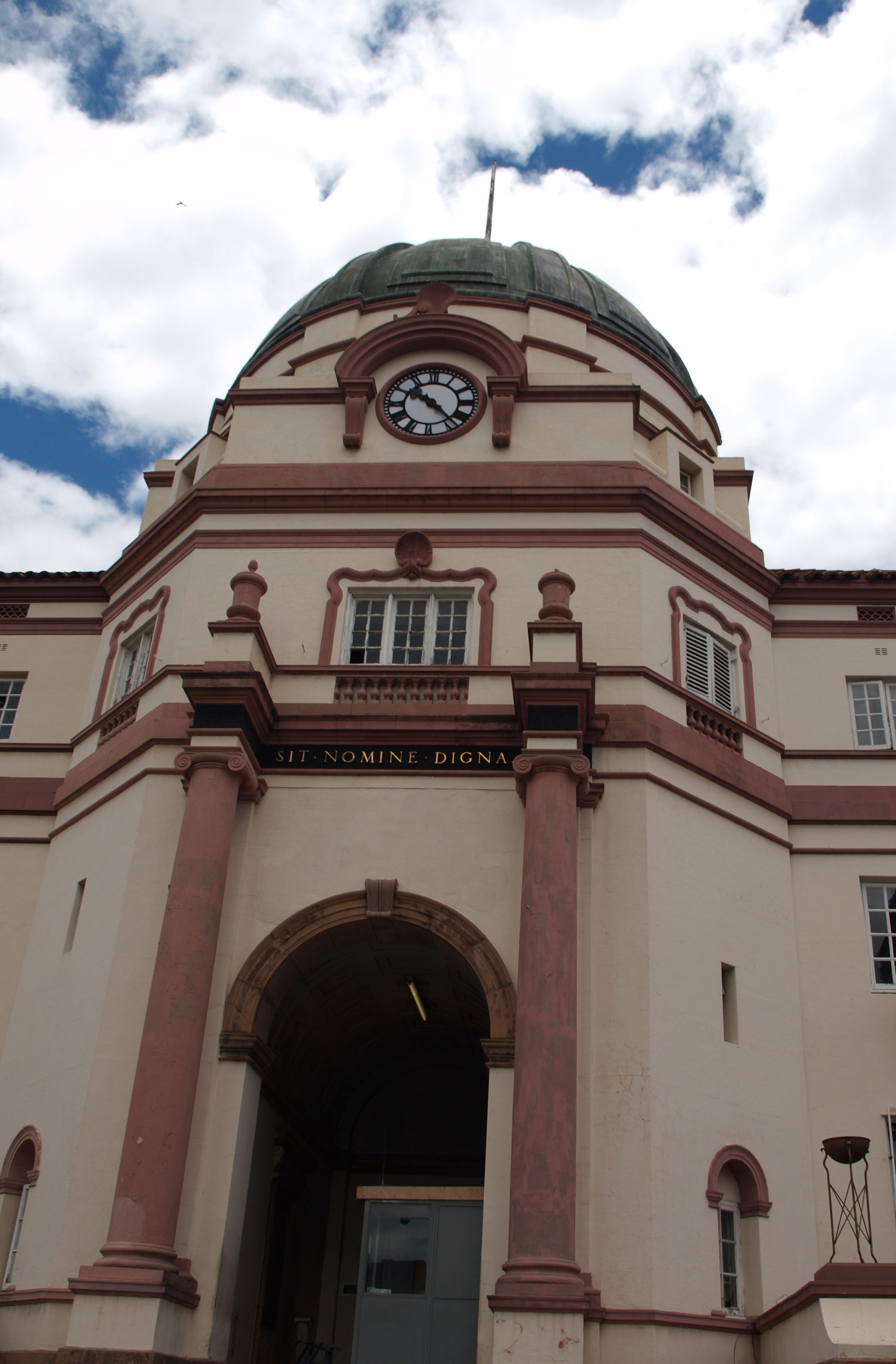
La Haute Cour de justice de Bulawayo.

La ville abrite le Musée d'histoire naturelle (Natural History Museum), consacré à l'histoire, à la faune et à la flore du pays. 
Le Musée du rail (Railways Museum) abrite une collection de locomotives à vapeur de l'époque rhodésienne, de nombreux wagons dont le wagon privé de Cecil Rhodes.
Aux environs, on trouve le parc de Matopos aux imposantes formations granitiques. La tombe de Cecil Rhodes y est située, au sommet de la colline Malindidzimu, baptisée également « View of the world ». À ses côtés se trouve la tombe de son fidèle ami, le docteur Leander Starr Jameson ainsi que, depuis 1930, celle du premier chef de gouvernement de Rhodésie du Sud, Charles Coghlan. Sur le même site, le mémorial de la Shangani commémore depuis 1904 le souvenir de la patrouille d'Allan Wilson, dont les trente-trois soldats furent tués lors d'une embuscade ndébélé le 4 décembre 1898.

## Enseignement supérieur
L'Université nationale des sciences et technologies (Zimbabwe) a été fondée en 1991.

## Lieux de culte
Parmi les lieux de culte, il y a principalement des églises et des temples chrétiens : Assemblées de Dieu, Convention baptiste du Zimbabwe (Alliance baptiste mondiale), Reformed Church in Zimbabwe, Church of the Province of Central Africa (Communion anglicane), archidiocèse de Bulawayo (Église catholique).

## Transports
Bulawayo est une interconnexion importante du réseau ferroviaire du continent africain, car elle relie le Chemin de fer Beira-Bulawayo au Chemin de fer Le Cap – Le Caire. Dans la ville voisine d'Umzingwane, il est également relié au Chemin de fer Beitbridge-Bulawayo.
La ville est reliée par le transport aérien avec l'aéroport international Joshua Mqabuko Nkomo.

## Liste des maires de Bulawayo

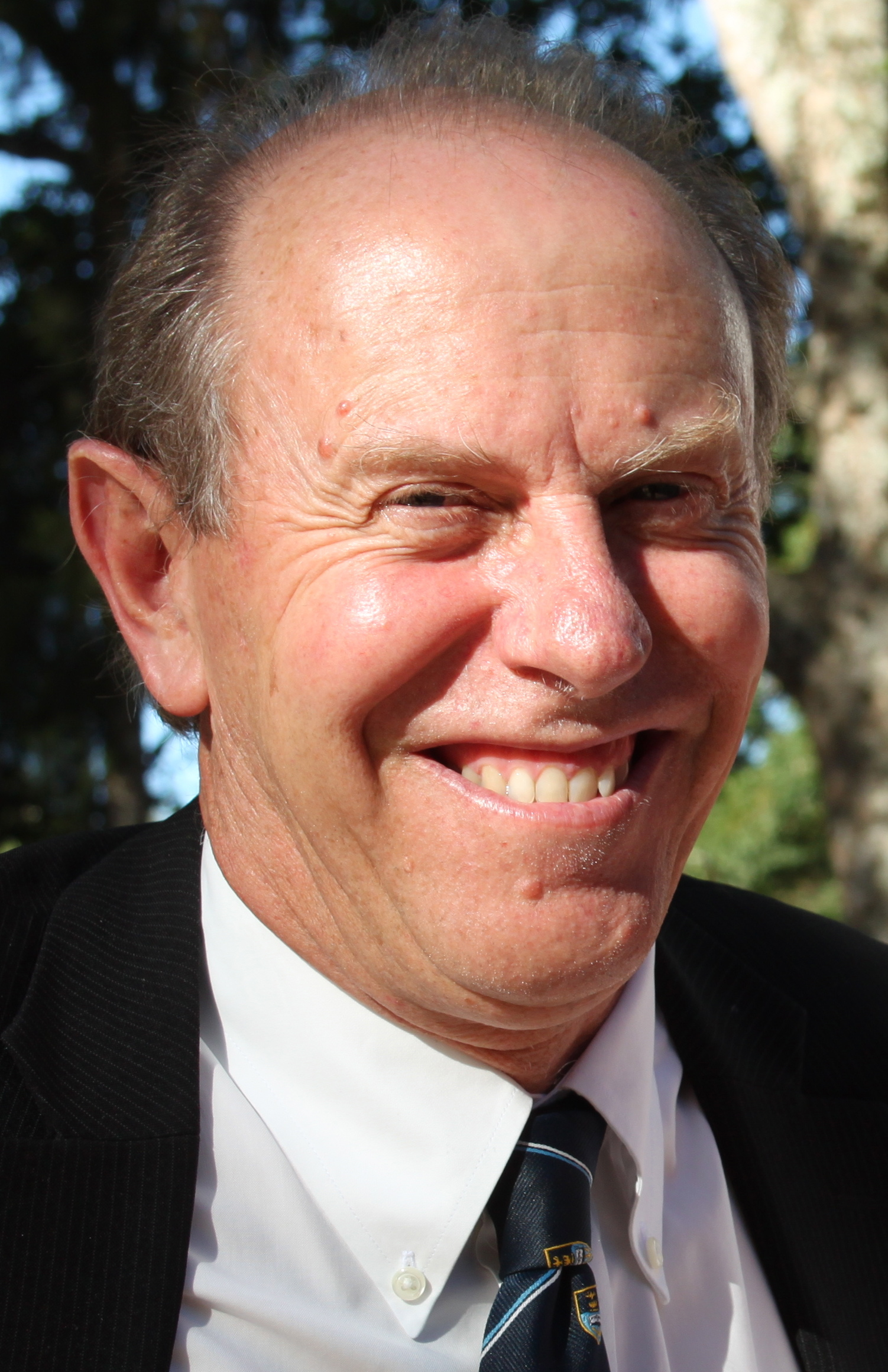
David Coltart, maire de Bulawayo depuis septembre 2023

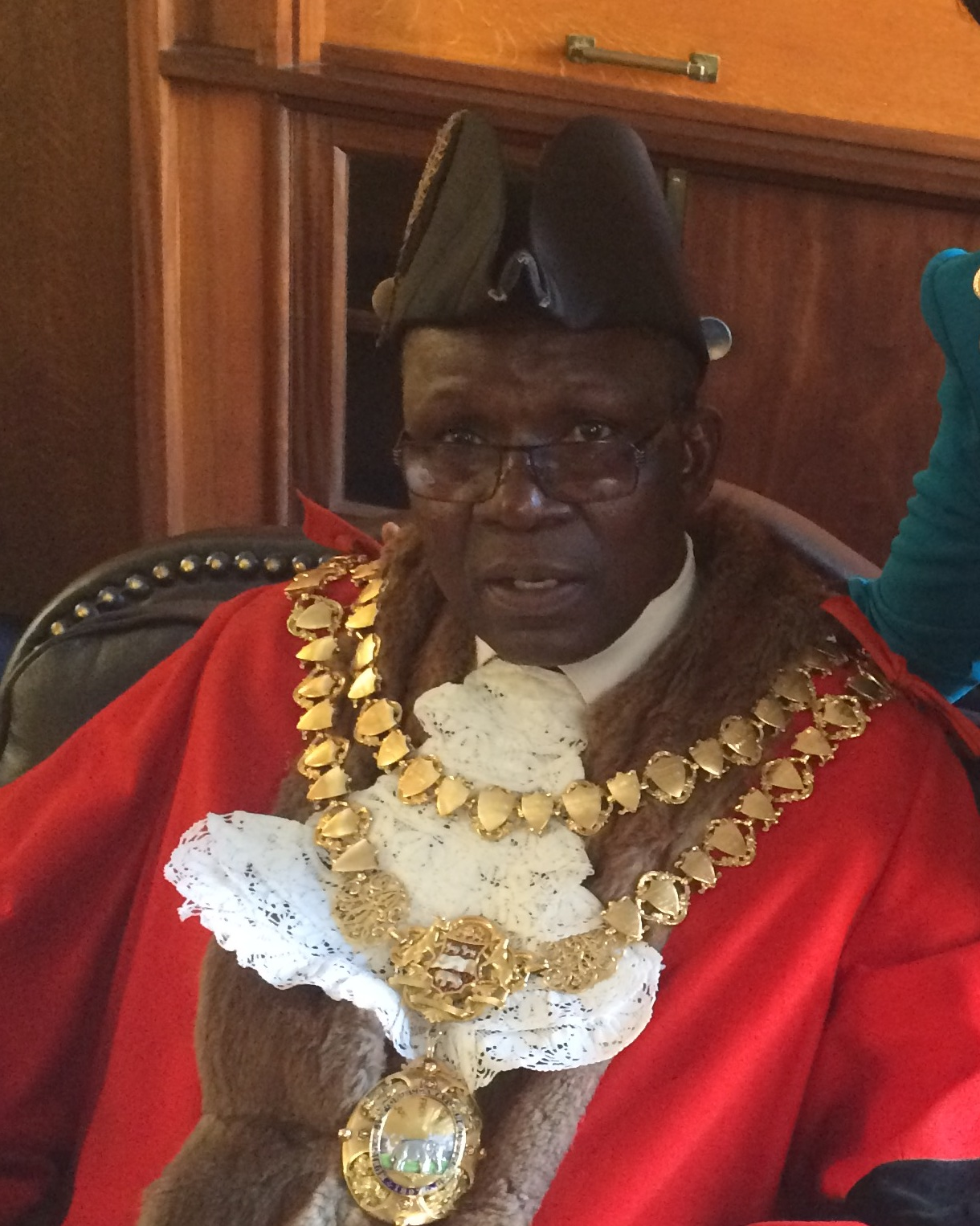
Martin Moyo, ancien maire de Bulawayo (2013-2018) en tenue officielle

| Maire                                 | Début de mandat   | Fin de mandat | Parti                           |
| ------------------------------------- | ----------------- | ------------- | ------------------------------- |
| Isidore Hirschler (en) (1855-)        | 25 novembre 1897  | 2 aout 1898   |                                 |
| Charles Theodore Holland (en)         | 2 aout 1898       | 1899          |                                 |
| Henry Frederick White (en)            | 1899              | 1900          |                                 |
| William H. Haddon (en)                | 27 septembre 1900 | 1901          |                                 |
| John Kerr (en)                        | 1901              | 1902          |                                 |
| J. E. Scott (en)                      | 1902              | 1904          |                                 |
| Walter Baxendale (en) (1870-1916)     | 1904              | 1906          |                                 |
| E. F. Philip (en)                     | 1906              | 1907          |                                 |
| Emanuel Basch (en)                    | 1907              | 1911          |                                 |
| Alex Fraser (en)                      | 1911              | 1912          |                                 |
| Walter Baxendale (en) (1870-1916)     | 1912              | 1913          |                                 |
| Alex Fraser                           | 1913              | 1914          |                                 |
| W. B. Bucknall (en)                   | 1914              | 1915          |                                 |
| W. J. Atterbury (en)                  | 1915              | 1917          |                                 |
| George Stewart (en)                   | 1917              | 1918          |                                 |
| W. J. Atterbury (en)                  | 1918              | 1919          |                                 |
| James Cowden (en), (1869-1941)        | 1919              | 1923          |                                 |
| J. H. Bookless (en)                   | 1923              | 1924          |                                 |
| Henry Robert Barbour (en)             | 1924              | 1927          | Rhodesia Party                  |
| H. B. Ellenbogen (en)                 | 1927              | 1929          |                                 |
| W. H. Peard (en)                      | 1929              | 1932          |                                 |
| William Maver (en)                    | 1932              | 1933          |                                 |
| Theodore Holdengarde (en)             | 1933              | 1934          | United Federal Party            |
| Cessy Harris (en)                     | 1934              | 1936          |                                 |
| Donald Macintyre (en)                 | 1936              | 1938          | Southern Rhodesia Labour Party  |
| Theodore Holdengarde (en) (1878-1947) | 1938              | 1940          | Southern Rhodesia Liberal Party |
| D. W. Young (en)                      | 1940              | 1942          |                                 |
| Edward Jonathan Davies (en)           | 1942              | 1944          | Southern Rhodesia Labour Party  |
| Donald Macintyre (en)                 | 1944              | 1947          | Southern Rhodesia Labour Party  |
| Henry Alfred Holmes (en)              | 1947              | 1949          | United Rhodesia Party           |
| J. H. Butcher (en)                    | 1949              | 1951          |                                 |
| C. M. Newman (en)                     | 1951              | 1953          |                                 |
| John Morrison MacDonald (en)          | 1953              | 1955          | Southern Rhodesia Liberal Party |
| John William Phillips (en)            | 1955              | 1957          |                                 |
| M. M. McNellie (en)                   | 1957              | 1959          |                                 |
| Sydney Henderson Millar (en)          | 1959              | 1960          |                                 |
| Margot Brett (en)                     | 1960              | 1961          |                                 |
| Jack Graham Pain (en)                 | 1961              | 1962          | Dominion Party                  |
| Sydney Henderson Millar (en)          | 1962              | 1963          | Front rhodésien                 |
| Aubrey M. Butcher (en)                | 1963              | 1964          |                                 |
| A. C. Dold (en)                       | 1964              | 1964          |                                 |
| Abraham Menashe                       | 1965              | 1967          | Indépendant                     |
| William Kinleyside (en)               | 1967              | 1968          |                                 |
| Jurick Goldwasser (en)                | 1968              | 1969          |                                 |
| Max Logan (en)                        | 1969              | 1970          |                                 |
| T. H. Doyle (en)                      | 1970              | 1971          |                                 |
| H. Coronel (en)                       | 1971              | 1972          |                                 |
| Ralph S. Harris (en)                  | 1972              | 1973          |                                 |
| Eugene D. Gordon (en)                 | 1973              | 1974          |                                 |
| Charles McKenzie Scott (en)           | 1974              | 1975          | Front rhodésien                 |
| Len Sexon (en)                        | 1975              | 1976          |                                 |
| Eric Hoyle (en)                       | 1976              | 1977          |                                 |
| Joanna Sharland (en)                  | 1977              | 1978          |                                 |
| Douglas Rowland                       | 1978              | 1979          |                                 |
| Mike Constandinos (1931-2010)         | 1979              | 1981          |                                 |
| Naison Ndlovu (en) (1930-2017)        | 1981              | 1983          | PF–ZAPU                         |
| Enos Mdlongwa (en)                    | 1983              | 1985          | PF–ZAPU                         |
| Nicholas Mabodoko (en) (1922-2007)    | 1985              | 1988          | PF–ZAPU                         |
| J. M. Ndlovu (en)                     | 1988              | 1989          | ZANU–PF                         |
| A. L. Ncube (en)                      | 1989              | 1990          | ZANU–PF                         |
| Dennis Ndlovu (en)                    | 1990              | 1991          | ZANU–PF                         |
| Nelson Sidanile (en)                  | 1991              | 1992          | ZANU–PF                         |
| Israel Gadhlula (en)                  | 1992              | 1993          | ZANU–PF                         |
| Joshua Malinga (en)                   | 1993              | 1995          | ZANU–PF                         |
| Abel Siwela (en)                      | 1996              | 2000          | ZANU–PF                         |
| Japhet Ndabeni Ncube                  | 2001              | 2008          | MDC (avant 2005)                |
| Japhet Ndabeni Ncube                  | 2001              | 2008          | MDC–M (après 2005)              |
| Patrick Thaba-Moyo (en)               | 2008              | 2013          | MDC–T                           |
| Martin Moyo (en)                      | 2013              | 2018          | MDC–T                           |
| Solomon Mguni (en)                    | 2018              | 2023          | MDC Alliance                    |
| David Coltart (en)                    | 11 septembre 2023 |               | CCC                             |

## Odonymie

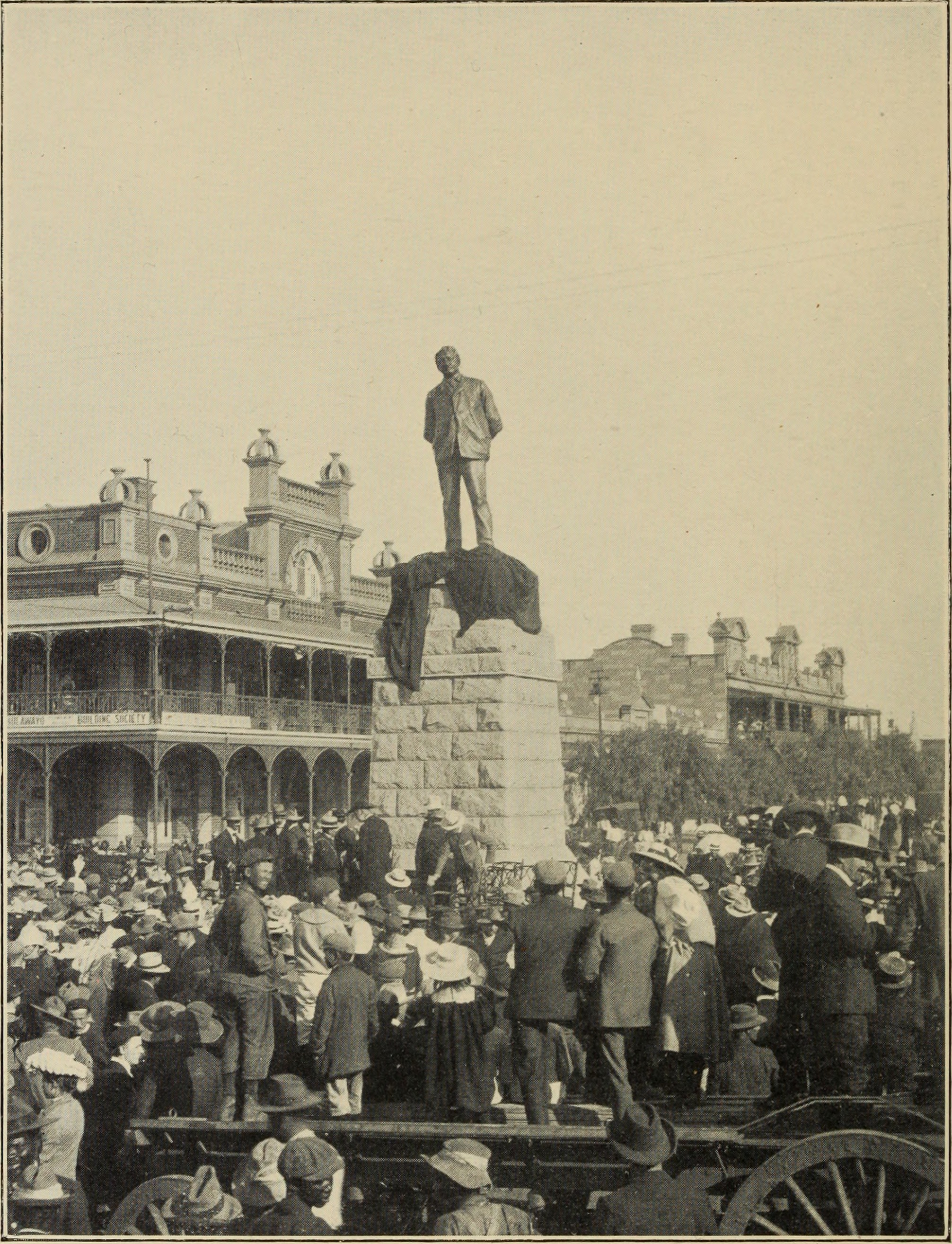
Inauguration de la statue de Cecil Rhodes en 1909 sur Main street

Bien que de nombreuses rues du centre-ville ne portent pas de noms et ne soient que numérotées, la plupart de celles qui portaient un nom colonial ont été rebaptisées en mars 1990 et au cours des années 2000. Cependant, en 2020, lors d'une nouvelle vague administrative de dénomination, plusieurs noms de rues subsistants de l'époque rhodésienne (Rhodes, Jameson, Coghlan, Moffat) ont été maintenus et complétés (la signalétique n'a cependant toujours pas été changée en 2023) :
| Noms d'origine                                                                    | Nouvelles appellations           |
| --------------------------------------------------------------------------------- | -------------------------------- |
| Grey Birchenough Queens streets                                                   | Robert Mugabe street             |
| Jameson street                                                                    | Herbert Chitepo street           |
| Rhodes street                                                                     | Georges Silundika street         |
| Salisbury Road                                                                    | Harare Road                      |
| Selborne Avenue                                                                   | Leopold Takawira Avenue          |
| Abercorn street                                                                   | Jason Moyo street                |
| Wilson street                                                                     | Josiah Tongogara street          |
| Borrow street                                                                     | Samuel Parirenyat street         |
| Main street                                                                       | Joshua Mqabuko Nkomo street      |
| George Avenue (entre Harare Road et Old Esigodini Road)                           | Emmerson Dambudzo Mnangagwa road |
| Leopold Takawira Avenue (entre Samuel Parirenyatwa Street et Umguza River Bridge) | King Mzilikazi road              |
| Nketa Drive                                                                       | Queen Lozikheyi Dlodlo Drive     |
| Athlone Avenue                                                                    | Simon Vengai Muzenda Road        |
| 23 rd Avenue                                                                      | John Nkomo Road                  |
| Lady Stanley Avenue                                                               | Mama Joanna Mafuyana Avenue      |
| Steeldale Road Anthony Tylor Road                                                 | Albert Nxele Road                |
| Dunde Drive                                                                       | Sikhanyiso Duke Ndlovu Drive     |
| Fife Street                                                                       | Nikita Mangena Street            |
| Fort Street                                                                       | Lookout Masuku Street            |
| Old Khami Road                                                                    | Sydney Malunga Road              |
| Basch Street                                                                      | Dumiso Dabengwa Road             |
| Waverley Road                                                                     | Jairos Jiri Road                 |
| Fairbridge                                                                        | Erick Bloch Way                  |
| Hillside Road                                                                     | Sir Garfield Todd Road           |
| Van Riebeck Road                                                                  | Joseph Msika Drive               |
| Connaught Avenue                                                                  | Cephas Cele Avenue               |
| Collenbrander Road                                                                | Daniel Madzimbamuto Road         |
| Manchester Road                                                                   | George Nyandoro Road             |
| Vera Road                                                                         | Naison Khutshwekhaya Ndlovu Road |
| Birkenhead Road                                                                   | Sikanjaya Muntanga Road          |
| Doncaster Road                                                                    | Maria Msika Road                 |
| Lobengula Street                                                                  | King Lobengula Street            |
| Moffat Road (Hillside)                                                            | Robert Moffat Drive              |
| Leander Road (Hillside)                                                           | Dr Leander Star Jameson Road     |
| Coghlan Avenue                                                                    | Charles Patrick Coghlan Avenue   |
| Cecil Avenue                                                                      | Cecil John Rhodes Avenue         |

## Personnalités nées à Bulawayo

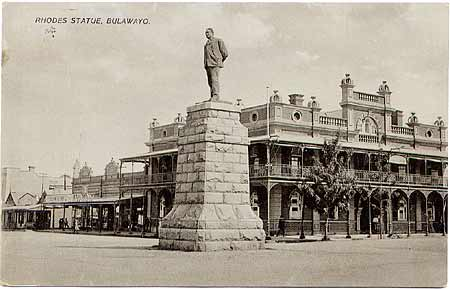
Statue de Cecil Rhodes en 1925 sur Main street au centre de Bulawayo.

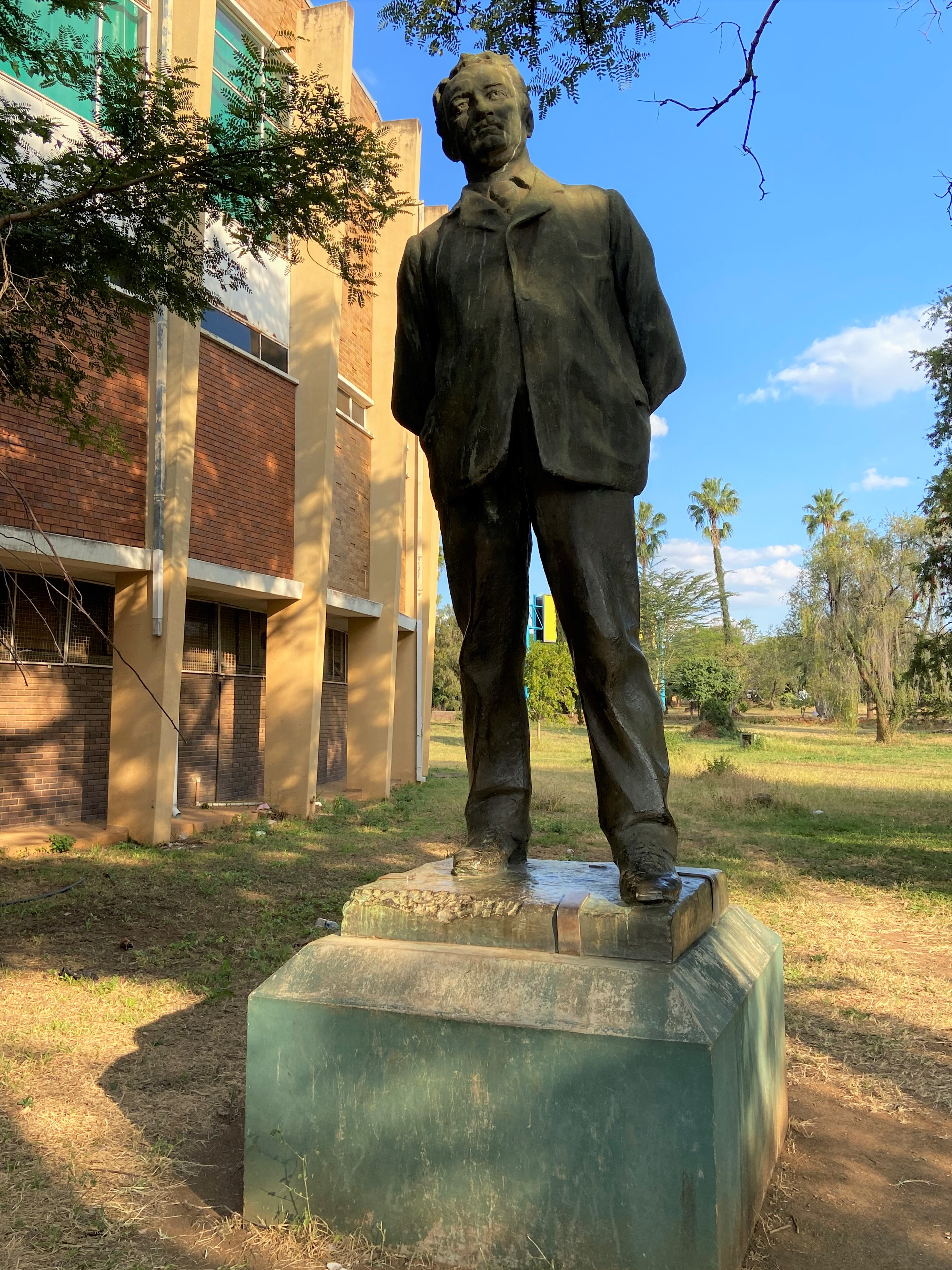
La même statue de Cecil Rhodes en 2023, dans les jardins du Centenary Park, près du muséum d'histoire naturelle.

- Moira Forjaz (née en 1942), photographe et cinéaste,
- Berry Bickle (née en 1959), artiste plasticienne,
- Henry Hartley (1930-2011), artiste peintre abstrait lyrique,
- Graham Johnson (né en 1950), pianist
- Rejoice Kapfumvuti (née en 1991), footballeuse,
- Magodonga Mahlangu (née en 1972), militante des droits humains,
- Charlene Wittstock (née en 1978), ancienne nageuse sud-africaine devenue l'épouse du prince Albert II de Monaco,
- Brian Mujati (né en 1984), rugbyman,
- Benjamin Mwaruwari dit Benjani (né en 1978) , footballeur ,
- Trevor Ncube (né en 1962), journaliste et patron de presse,
- Clive Puzey, pilote automobile,
- Ian McIntosh (1938-2023), joueur de rugby sud-africain.
- Allan Savory (né en 1935), biologiste et écologiste,
- Bobby Skinstad (né en 1976), rugbyman sud-africain.

## Littérature
L'action de Sale hiver à Bulawayo, roman satirique de Soline de Thoisy paru en 2011  (ISBN 978-2-7483-6467-5) sur le milieu expatrié en Afrique sub-saharienne, se déroule dans la ville de Bulawayo.